# Kirkkoaho
Kirkkoaho är en tätort (finska: taajama) i Kajana stad (kommun) i landskapet Kajanaland i Finland. Vid tätortsavgränsningen den 31 december 2021 hade Kirkkoaho 627 invånare och omfattade en landareal av 4,04 kvadratkilometer.